# Communauté de communes de la Région des Riceys
Die Communauté de communes de la Région des Riceys war ein französischer Gemeindeverband mit der Rechtsform einer Communauté de communes im Département Aube in der Region Grand Est. Sie wurde am 2. Dezember 2009 gegründet und umfasste sieben Gemeinden. Der Verwaltungssitz befand sich im Ort Les Riceys.

## Historische Entwicklung
Am 1. Januar 2017 wurde der Gemeindeverband mit den Communautés de communes du Barséquanais und de l’Arce et de l’Ource zur neuen Communauté de communes du Barséquanais en Champagne zusammengeschlossen.

## Ehemalige Mitgliedsgemeinden
1. Arrelles
2. Avirey-Lingey
3. Bagneux-la-Fosse
4. Balnot-sur-Laignes
5. Bragelogne-Beauvoir
6. Channes
7. Les Riceys